# 约瑟夫·施密特
约瑟夫·施密特（波蘭語：Józef Szmidt，1935年3月28日—2024年7月29日），波兰男子田径运动员，主攻三级跳远。他曾代表波兰参加1960年、1964年和1968年夏季奥林匹克运动会田径比赛，获得兩枚金牌。